# Sismo de Lisboa de 1531
O sismo de Lisboa de 1531 foi um violento terramoto que atingiu a zona de Lisboa em 26 de janeiro de 1531. O terramoto e o posterior tsunami resultaram em aproximadamente 30 000 mortes.

## Evento
Acredita-se que a causa foi uma falha geológica na região do baixo Tejo, e foi precedido por um par de choques em 2 de janeiro e 7 de janeiro. Os danos causados, especialmente na parte baixa foram severos, aproximadamente um terço das edificações da cidade foram destruídas e mil vidas se perderam no choque inicial. O Paço da Alcáçova e a Igreja de São João foram ambos quase completamente destruídos.
Comentaristas da época relataram inundações perto do rio Tejo, algumas embarcações foram atiradas contra as rochas e outras ficaram no leito seco do rio, que se retraiu por instantes, num violento tsunami.

### Comparação com o Sismo de 1755
O Sismo de 1755 tendo apagado da memória o Sismo de Lisboa de 1531, não deixa de merecer que Joaquim José Moreira de Mendonça compare ambos na sua História Universal dos Terramotos (1758)ː
Nem obsta dizer-se vulgarmente que o Terramoto presente foi maior que o de 1531, por se verem arruinadas a Torre da Basílica de Santa Maria, e muitas igrejas, que naquele não caíram. A isto respondo que também neste ainda ficou sem ruína a outra Torre da mesma antiga Sé; e que as igrejas que caíram agora naquele tempo eram muito novas e ressentiram da mesma forma que ao presente sucedeu às duas Igrejas de S. Bento, à de Nossa Senhora das Necessidades, à do Menino Deus, à dos Paulistas e outras, com alguns palácios, e casas novas, que não padeceram ruína considerável.
Acrescenta ainda que
Tenho certeza por documentos autênticos que ainda depois daquele ano se erigiram todas as ruas do Bairro Alto, que ficam para fora das Portas de Santa Catarina e Postigo de S. Roque (...)
o que suporta a ideia de que o medo de novo tsunami terá levado à ideia construção em lugar alto, levando à fundação do Bairro Alto logo após 1531.
O Bairro Alto antecede a Baixa Pombalina como construção ordenada em planta quadriculada, ambos resultando do planeamento após efeitos de terramoto e tsunami.

## Depois do terramoto
O terramoto foi seguido por severos choques e o medo de outro era intenso. Um rumor, aparentemente encorajado pelos freis de Santarém, de que o desastre era punição divina e que a comunidade dos marranos era a responsável. Gil Vicente responsabilizou os monges por um possível massacre.

## Redescoberta
O acontecimento foi esquecido pela maioria até ao século XX, quando um jornal português relatou a descoberta de um manuscrito de testemunhas coevas do desastre. Em 1919 uma carta com quatro páginas endereçada ao Marquês da Tarifa, encontrada numa livraria de Lisboa descrevia o acontecimento. Outras investigações sobre o Sismo de 1755 descobriram evidências de que o Marquês de Pombal mandou relatar os terremotos anteriores, inclusive o de 1531.